# اوزدفالو
اوزدفالو (به مجاری: Ózdfalu) یک منطقهٔ مسکونی در مجارستان است که در ناحیه شیه واقع شده‌است.